# Marilia Monzón
Marilia Monzón Quesada (Gáldar, Gran Canaria, 2 de junio de 2000) es una cantante y compositora española conocida por su participación en Operación Triunfo 2018.

## Trayectoria

### Comienzos
Desde los seis años acude a clases de canto y de piano, por lo que siempre ha estado muy vinculada al mundo de la música. Ya con dieciséis años fue la ganadora de un concurso musical celebrado en su localidad natal. Con 18 años ingresa en la academia de Operación Triunfo.

### Operación Triunfo 2018
En 2018, se presentó a los castings de Operación Triunfo 2018. En septiembre fue seleccionada para entrar en la academia, defendiendo en directo durante la primera gala de la edición «Piel Canela» de Bobby Capó, en la versión de Natalia Lafourcade.
Durante la edición destacó su versión de «María se bebe las calles», de Pasión Vega, «Hasta la raíz», de Natalia Lafourcade o «Alfonsina y el mar», de Mercedes Sosa junto a su compañero de edición Dave Zulueta.
Finalmente, Marilia sería la octava expulsada del concurso en la gala 9 por un 47 % de los votos, frente al 53 % de su compañera Marta Sango. Una vez finalizado el concurso, los dieciséis participantes de la edición iniciaron una gira de trece conciertos por toda España, entre febrero y diciembre de 2019, en lugares como el Wizink Center de Madrid, ante 15 500 personas o el Palau Sant Jordi de Barcelona, ante 18 000 personas.

### 2018 - 2022
Tras su paso por Operación Triunfo, en enero de 2019 participa en la gala de selección de la canción que representaría ese mismo año a España en Eurovisión. Marilia fue candidata con la canción «Todo bien», compuesta por Sananda, Chris Wahle, Andreas Öhrn y Juan Carlos Fuguet López, y quedando finalmente en sexta posición con el 6 % del televoto del público.
Posteriormente, en febrero de 2019 participa en el programa La mejor canción jamás cantada, en donde tuvo que interpretar la canción «Las flechas del amor» de Karina, en la gala 2 dedicada a la década de los años 60.
En agosto de 2019 publicó su primer single en solitario llamado «Algarabía» bajo el sello discográfico Universal Music.
Un año más tarde, en octubre de 2020, después de un año encontrando su estilo musical, la artista da un cambio radical a su carrera artística, influenciada por los sonidos de su tierra natal y, ya bajo el sello discográfico Dancin' with Mama, saca un nuevo sencillo llamado «Trazando rutas». Es a partir de ahí cuando empieza a sacar más canciones, como «Cruzando el charco», «Tabaibas» o «La vida empieza aquí», siendo esta última parte de la banda sonora de la serie de Netflix Las de la última fila, dirigida por Daniel Sánchez Arévalo.
En mayo de 2021 colabora con el cantante malagueño Zenet, en su nuevo disco de duetos «Zenetianos», en la canción «Todo lo que nos quisimos».
Es también este año cuando publica un tríptico bajo el nombre «La realidad», que integra tres canciones que nacen con el propósito de mostrar la evolución de la artista bajo las influencias de la música lationamericana y que es producido por el hispano-argentino Juan Ibáñez y mezclado por el mexicano Eduardo del Águila, ganador de 5 Grammys.
En octubre de 2022 colabora en el cuarto álbum del cantautor argentino Agustín Donati, en la canción «Este lugar».

### 2023 - presente
Es en 2023 cuando empieza a trabajar bajo el sello discográfico Esmerarte, industria creativa que lleva actualmente la carrera de artistas como Xoel López, Vetusta Morla y Carlos Sadness. El 17 de noviembre de 2023 presenta su primer álbum de estudio «Prenderé una velita», un disco producido por el guitarrista de Vetusta Morla, Juan Manuel Latorre, y compuesto por diez canciones puras que destilan un pop-folk en el que la artista no esconde sus raíces, sino que saca pecho de ellas creando un género musical único y con referencias latinas. En la composición de las canciones han colaborado, además de la misma Marilia, artistas como Raúl Gómez, Gonzalo Hermida o Juan Manuel Latorre. Este disco le permite hacer una amplia gira por diferentes salas de España a lo largo de todo el 2024, así como en Latinoamérica, donde ofrece una serie de conciertos en México y Colombia, en este último compartiendo tarima con Santiago Prieto, integrante del grupo musical colombiano Monsieur Periné.
A finales de 2023 es reconocida como artista destacada en Apple Music y elegida por Sounds From Spain para participar en la Feria Internacional de la Música de Guadalajara (México) para el año 2024. También es seleccionada por GPS Girando por Salas para promocionar su nuevo disco en varias salas de conciertos en diferentes lugares de España (Vigo, Vitoria, Burgos, Zaragoza, Huesca, Alboraya).
El 8 de mayo de 2024 se publica una colaboración con la cantante y compositora gallega Belém Tajes, llamada «Fuego Eléctrico».
A finales de agosto de 2024, Marilia vuelve a viajar a Ciudad de México para ofrecer su primera convivencia acústica. En Bogotá (Colombia), ofrece un concierto durante el show de presentación del nuevo disco de la banda colombiana Diamante Eléctrico.
El 18 de septiembre de 2024, se publica en la plataforma YouTube el documental «Cuando se apaguen las luces», grabado en enero de 2023 en los estudios del País Vasco, Gárate, cuando la artista se juntó con su productor Juanma Latorre (Vetusta Morla) y los hermanos Pablo y Adrián Seijas para grabar el que sería su álbum de debut, Prenderé Una Velita (Esmerarte 2023).
Un mes más tarde, lanza la versión en directo en el festival PortAmérica de uno de sus primeros singles, La Marea.
En noviembre de 2024 es galardonada en los Premios Clickers Los40 Canarias en la categoría a Mejor Tour/Directo por su gira Prenderé Una Velita, un reconocimiento al esfuerzo y la conexión que Marilia ha logrado con su audiencia a lo largo de todo el país y en sus primeras presentaciones en Latinoamérica.

## Discografía

### Álbumes de estudio
| Año  | Título              | Detalles                                                           | Sello discográfico             |
| ---- | ------------------- | ------------------------------------------------------------------ | ------------------------------ |
| 2023 | Prenderé Una Velita | - Lanzamiento: 17 de noviembre de 2023 - Formato: físico y digital | Esmerarte Industrias Creativas |

Sencillos
| Año  | Título                            | Álbum               |
| ---- | --------------------------------- | ------------------- |
| 2019 | Algarabía                         | Sin álbum           |
| 2020 | Trazando Rutas                    | Sin álbum           |
| 2020 | La Vida Empieza Aquí              | Sin álbum           |
| 2021 | Cruzando el Charco                | Sin álbum           |
| 2021 | Tabaibas                          | Sin álbum           |
| 2021 | La Marea                          | La Partida          |
| 2021 | La Partida                        | La Partida          |
| 2021 | La Realidad                       | La Partida          |
| 2023 | Prenderé Una Velita               | Prenderé una velita |
| 2023 | Selva                             | Prenderé una velita |
| 2024 | La Marea - Directo en Portamérica | Sin álbum           |
| 2025 | Agua bendita                      | Sin álbum           |
| 2025 | Acuérdate de mí                   | Sin álbum           |

### Colaboraciones
- 2021: «Todo Lo Que Nos Quisimos» (con Zenet)
- 2022: «Este Lugar» (con Agustín Donati)
- 2023: «Lo que Guardo» (con Juanma Latorre)
- 2024: «FUEGO ELÉCTRICO» (con Belém Tajes)

## Giras
Grupales
- Gira de Operación Triunfo 2018 (2019)

En solitario
- Gira Prenderé Una Velita (2024)

| Fecha                    | Ciudad                             | Recinto                                                    |
| ------------------------ | ---------------------------------- | ---------------------------------------------------------- |
| 17 de febrero de 2024    | Madrid                             | CibelFest (MBFW Madrid)                                    |
| 22 de febrero de 2024    | Madrid                             | Sala Galileo Galilei                                       |
| 29 de febrero de 2024    | Guadalajara (México)               | Showcase FIM GDL (Sounds From Spain)                       |
| 2 de marzo de 2024       | Guadalajara (México)               | Festival Portamérica Latitudes                             |
| 6 de marzo de 2024       | Bogotá (Colombia)                  | Sánchez Cevecería                                          |
| 13 de marzo de 2024      | Ciudad de México (México)          | Foro del Tejedor                                           |
| 4 de abril de 2024       | Granada                            | Sala Taberna JJ                                            |
| 5 de abril de 2024       | Sevilla                            | Sala Fun Club                                              |
| 6 de abril de 2024       | Málaga                             | Sala TheClub                                               |
| 18 de abril de 2024      | La Coruña                          | Sala Mardi Gras                                            |
| 19 de abril de 2024      | Vigo                               | Sala La Fábrica de Chocolate                               |
| 20 de abril de 2024      | Vigo                               | Directos de Portamérica (Showcase FNAC)                    |
| 26 de abril de 2024      | Toledo                             | Sala Pícaro                                                |
| 28 de abril de 2024      | San Lorenzo del Escorial (Madrid)  | Ciclo Sesión Vermú                                         |
| 10 de mayo de 2024       | Vitoria                            | Sala Le Coup                                               |
| 11 de mayo de 2024       | Burgos                             | Sala La Rúa                                                |
| 19 de mayo de 2024       | Cuenca                             | FICCUE                                                     |
| 24 de mayo de 2024       | Zaragoza                           | Sala La Casa del Loco                                      |
| 25 de mayo de 2024       | Huesca                             | Sala El Veintiuno                                          |
| 26 de mayo de 2024       | Alboraya, (Valencia)               | Sala La Casa de la Mar                                     |
| 31 de mayo de 2024       | Santiago de Compostela             | Festival O Son do Camiño                                   |
| 7 de junio de 2024       | Lanzarote                          | Festival Sonidos Líquidos (Sala Buñuel)                    |
| 8 de junio de 2024       | Madrid                             | Festival Alma                                              |
| 5 de julio de 2024       | Portas (Pontevedra)                | Festival Portamérica                                       |
| 20 de julio de 2024      | Málaga                             | Festival 1 0 1 Music Festival                              |
| 28 de julio de 2024      | Huesca                             | Festival Pirineos Sur                                      |
| 3 de agosto de 2024      | Zaragoza                           | Anfiteatro de la Ciudad del Agua de Ejea de los Caballeros |
| 25 de agosto de 2024     | Ciudad de México (México)          | Parque México (Fuente de los Cántaros)                     |
| 31 de agosto de 2024     | Bogotá (Colombia)                  | Chamorro City Hall                                         |
| 20 de septiembre de 2024 | Tenerife                           | Festival Boreal                                            |
| 24 de septiembre de 2024 | Madrid                             | Músicas Forum (CaixaForum Madrid)                          |
| 17 de octubre de 2024    | Valencia                           | Ruta Firestone (Sala Jerusalem)                            |
| 21 de noviembre de 2024  | Madrid                             | Sala Galileo Galilei - Aniversario Velita                  |
| 25 de enero de 2025      | Arenas de San Pedro (Ávila)        | Canciones de Invierno                                      |
| 31 de enero de 2025      | Barcelona                          | Festival Empremptes                                        |
| 19 de febrero de 2025    | Ciudad de México (México)          | Foro del Tejedor                                           |
| 21 de marzo de 2025      | Salamanca                          | Sala La Chica de Ayer                                      |
| 28 de marzo de 2025      | Bilbao                             | Cotton Club                                                |
| 24 de abril de 2025      | La Coruña                          | Sala Mardi Gras                                            |
| 10 de mayo de 2025       | Murcia                             | La Yesería bar                                             |
| 30 de mayo de 2025       | Cabanillas del Campo (Guadalajara) | Noches Acústicas                                           |

## Televisión
Programas
| Año  | Programa                                 | Cadena      | Función     | Datos           |
| ---- | ---------------------------------------- | ----------- | ----------- | --------------- |
| 2016 | Voces de Gáldar                          |             | Concursante | Ganadora        |
| 2018 | Operación Triunfo                        | La 1        | Concursante | 8.ª clasificada |
| 2019 | Gala Eurovisión                          | La 1        | Consursante | 6.ª clasificada |
| 2019 | La mejor canción jamás cantada           | La 1        | Concursante |                 |
| 2024 | Operación Triunfo 2023                   | Prime Video | Invitada    |                 |
| 2024 | Documental "Cuando se apaguen las luces" | YouTube     | Ella misma  |                 |

Series
| Año  | Título        | Personaje  | Plataforma/Cadena | Datos                             |
| ---- | ------------- | ---------- | ----------------- | --------------------------------- |
| 2019 | Paquita Salas | Ella misma | Netflix           | 1.er episodio de la 3.ª temporada |

## Premios y nominaciones
| Año  | Premio                          | Categoría                | Resultado     |
| ---- | ------------------------------- | ------------------------ | ------------- |
| 2024 | Premios MIN                     | Mejor Álbum de Pop       | Semifinalista |
| 2024 | Premios MIN                     | Mejor Artista Emergente  | Candidata     |
| 2024 | Premios MIN                     | Mejor Videoclip          | Candidata     |
| 2024 | Premios MIN                     | Mejor Producción Musical | Candidata     |
| 2024 | Premios Clickers Los40 Canarias | Mejor Tour/Directo       | Ganadora      |